# Sciurus meridionalis
Sóc đen Calabria (Danh pháp khoa học: Sciurus meridionalis) là một loài sóc cây thuộc chi sóc Sciurus, chúng là loài đặc hữu có nguồn gốc từ các khu rừng của các vùng Calabria và Basilicata ở phía nam Bán đảo Ý. Nó từ lâu đã được coi là một phân loài của loài sóc đỏ (Sciurus vulgaris) với biến thể màu lông đen nhưng các nghiên cứu được công bố trong những năm 2009–2017 cho thấy rằng nó là có tính duy nhất trong cả di truyền và ngoại hình, dẫn đến việc công nhận của nó như là một loài riêng biệt.

## Đặc điểm
Sóc đen Calabria là một loài động vật có xương sống thường trông giống như con sóc màu đỏ trong hành vi và tập tính của nó. Không giống như những con sóc màu đỏ có sự biến đổi cao, sóc đen Calabria có hình dạng đơn lẻ (không thay đổi về ngoại hình) có màu nâu sậm đến đen với phần dưới màu trắng tương phản. So với sóc đỏ của miền bắc Italy, sóc đen Calabria cũng to lớn hơn, chúng nặng 280–530 g (10–18,5 oz) hoặc nặng hơn trung bình khoảng 35%.
Sóc đen Calabria sống trong rừng hỗn giao ở vùng cao nguyên và tổ của nó thường được làm trong cây thông hoặc cây sồi. Nó chủ yếu sống ở gần thông đen, vì hạt giống là nguồn thực phẩm quan trọng. Giới hạn phía bắc của loài sóc này là phía bắc Pollino, nhưng nó đang dần lan rộng về phía bắc đến Apanines Lucan (vùng Basilicata). Giới hạn phạm vi cực bắc của nó và con sóc đỏ ở cực nam của Ý được phân tách bằng khoảng cách hơn 100 km (60 dặm). Sóc đen Calabria có số lượng ổn định, nhưng phạm vi nhỏ của nó có nghĩa là nó có khả năng đủ điều kiện cho gần bị đe dọa hoặc có lẽ dễ bị tổn thương. Mối đe dọa nghiêm trọng nhất đối với chúng có thể là những con sóc Finlayson (sóc mun), đã được du nhập vào gần phạm vi của nó.